# Zolocari, Cetatea Albă
Zolocari (în ucraineană Лиман, transliterat: Lîman) este localitatea de reședință a comuna Zolocari din raionul Cetatea Albă, regiunea Odesa, Ucraina. Are 1,641 locuitori, preponderent ucraineni.
Satul este situat la o altitudine de 13 metri, în partea central-sudică a raionului Tatarbunar, pe malul sud-estic al Limanului Sasic (Conduc). El se află la o distanță de 22 km sud de centrul raional Tatarbunar și la 5 km nord de țărmul Mării Negre.
Până în anul 1947 satul a purtat denumirea oficială de Zolocari (Золокары), în acel an el fiind redenumit Liman.

## Istoric
În secolul al XVIII-lea pe locul acestei localități s-a aflat o tabără militară turcească.
Prin Tratatul de pace de la București, semnat pe 16/28 mai 1812, între Imperiul Rus și Imperiul Otoman, la încheierea războiului ruso-turc din 1806 – 1812, Rusia a ocupat teritoriul de est al Moldovei dintre Prut și Nistru, pe care l-a alăturat Ținutului Hotin și Basarabiei/Bugeacului luate de la turci, denumind ansamblul Basarabia (în 1813) și transformându-l într-o gubernie împărțită în zece ținuturi (Hotin, Soroca, Bălți, Orhei, Lăpușna, Tighina, Cahul, Bolgrad, Chilia și Cetatea Albă, capitala guberniei fiind stabilită la Chișinău).
Pentru a-și consolida stăpânirea asupra Basarabiei, autoritățile țariste au sprijinit începând de la începutul războiului stabilirea în sudul Basarabiei a familiilor de imigranți bulgari și găgăuzi din sudul Dunării, aceștia primind terenuri de la ocupanții ruși ai Basarabiei. Satul Zolocari a fost fondat în anul 1812 de către cazacii transdanubieni pe locul unei tabere militare turcești. Mai târziu, în 1818, s-au stabilit aici țărani iobagi ucraineni fugiți de pe moșiile unde lucrau. Ei au denumit colonia Liman.
În secolul al XIX-lea au fost construite în sat trei biserici: în 1818, 1830 și 1861. Din 1899 s-a deschis o bibliotecă parohială. La începutul secolului al XX-lea, s-a inaugurat școala comunală și școala parohială.
La începutul secolului al XIX-lea, conform recensământului efectuat de către autoritățile țariste în anul 1817, satul Zulucarii făcea parte din Ocolul Achermanului a Ținutului Bender .
În urma Tratatului de la Paris din 1856, care încheia Războiul Crimeii (1853-1856), Rusia a retrocedat Moldovei o fâșie de pământ din sud-vestul Basarabiei (cunoscută sub denumirea de Cahul, Bolgrad și Ismail). În urma acestei pierderi teritoriale, Rusia nu a mai avut acces la gurile Dunării. În urma Unirii Moldovei cu Țara Românească din 1859, acest teritoriu a intrat în componența noului stat România (numit până în 1866 "Principatele Unite ale Valahiei și Moldovei"). În urma Tratatului de pace de la Berlin din 1878, România a fost constrânsă să cedeze Rusiei sudul Basarabiei.
În perioada de până la primul război mondial, s-au intensificat nemulțumirile țăranilor săraci cauzate de lipsa pământului. În ianuarie 1918, activiștii bolșevici au preluat conducerea în sat proclamând puterea sovietică. Din sat proveneau A.K. Gordienko (participant la revolta de pe crucișătorul Potemkin), E.N. Karpenko (care a participat la asaltul asupra Palatului de Iarnă), P.E. Ciumacienko și A.I. Dolbin (care au luptat în Războiul Civil din Rusia). Intervenția armatei române a dus la înăbușirea rebeliunii bolșevice și la pacificarea localității. K.A. Orlovski a organizat trupele sovietice care au luptat în ianuarie 1918 împotriva armatei române.
După Unirea Basarabiei cu România la 27 martie 1918, satul Zolocari a făcut parte din componența României, în Plasa Tatar-Bunar a județului Cetatea Albă. Pe atunci, majoritatea populației era formată din ucraineni, existând și o comunitate de ruși. La recensământul din 1930, s-a constatat că din cei 3.432 locuitori din sat, 3.069 erau ucraineni (89.42%), 287 ruși (8.36%), 38 evrei (1.11%), 13 români (0.38%), 6 bulgari, 3 polonezi, 3 găgăuzi și 1 sârb. Aici a existat o stațiune maritimă.
În perioada interbelică, satul s-a aflat în aria de interes a activiștilor bolșevici din URSS, aici existând un comitet revoluționar clandestin. Mai mulți săteni au participat la Răscoala de la Tatarbunar din septembrie 1924, organizată de bolșevicii din URSS. Comisarul A.I. Kliușnikov (Nenin) a trimis aici un grup de militanți comuniști înarmați pentru a prelua puterea în sat. După înăbușirea revoltei, au fost arestați 25 săteni.
Ca urmare a Pactului Ribbentrop-Molotov (1939), Basarabia, Bucovina de Nord și Ținutul Herța au fost anexate de către URSS la 28 iunie 1940. După ce Basarabia a fost ocupată de sovietici, Stalin a dezmembrat-o în trei părți. Astfel, la 2 august 1940, a fost înființată RSS Moldovenească, iar părțile de sud (județele românești Cetatea Albă și Ismail) și de nord (județul Hotin) ale Basarabiei, precum și nordul Bucovinei și Ținutul Herța au fost alipite RSS Ucrainene. La 7 august 1940, a fost creată regiunea Ismail, formată din teritoriile aflate în sudul Basarabiei și care au fost alipite RSS Ucrainene .
În perioada 1941-1944, toate teritoriile anexate anterior de URSS au reintrat în componența României. Apoi, cele trei teritorii au fost reocupate de către URSS în anul 1944 și integrate în componența RSS Ucrainene, conform organizării teritoriale făcute de Stalin după anexarea din 1940, când Basarabia a fost ruptă în trei părți. Un număr de 261 localnici au luptat în cel de-al doilea război mondial, 147 dintre ei murind pe front. Soldații germani i-au executat pe membrii Sovietului comunal și pe ceilalți activiști comuniști din sat.
În anul 1947, autoritățile sovietice au schimbat denumirea oficială a satului din cea de Zolocari în cea de Liman. În anul 1954, Regiunea Ismail a fost desființată, iar localitățile componente au fost incluse în Regiunea Odesa.
Începând din anul 1991, satul Zolocari face parte din raionul Tatarbunar al regiunii Odesa din cadrul Ucrainei independente. În prezent, satul are 1.641 locuitori, preponderent ucraineni.

## Demografie
Componența lingvistică a comunei Lîman
     Ucraineană (93,85%)
     Rusă (2,74%)
     Română (2,38%)
     Alte limbi (0,97%)
Conform recensământului din 2001, majoritatea populației comunei Lîman era vorbitoare de ucraineană (93,85%), existând în minoritate și vorbitori de rusă (2,74%) și română (2,38%).
1930: 3.432 (recensământ) 
2001: 1.641 (recensământ)

## Economie
Locuitorii satului Zolocari se ocupă în principal cu agricultura și viticultura. În localitate funcționează un magazin de țiglă, o fabrică de cherestea și o fermă viticolă.

## Obiective turistice
- Monumentul lui V.I. Lenin
- Monumentul eroilor sovietici din Marele Război pentru Apărarea Patriei